# Golpe de Estado no Nepal em 2005
O golpe de Estado no Nepal iniciou-se em 1 de fevereiro, quando membros democraticamente eleitos do partido governante do país, o Congresso Nepalês, foram depostos por Gyanendra, rei do Nepal. O parlamento foi restabelecido em 2006, quando o rei concordou em desistir do poder absoluto na sequência do Loktantra Andolan. O golpe foi condenado pela Índia, Reino Unido e Estados Unidos.

## Antecedentes
O governo nepalês foi anteriormente governado como uma monarquia absoluta após o golpe de Estado de 1960 liderado pelo rei Mahendra até se tornar uma monarquia constitucional em 1991 durante o reinado de Birendra. O Rei Gyanendra chegou ao poder após o massacre real nepalês, onde dez membros da família real, incluindo o Rei Birendra, a Rainha Aishwarya e o príncipe herdeiro Dipendra, foram mortos. O rei já havia demitido três governos a partir de 2002. A Guerra Civil Nepalesa liderada pelos maoístas ainda estava acontecendo com mais de 11.000 pessoas mortas. O Nepal não tinha parlamento desde 2002. A popularidade de Gyanendra havia caído.

## Desenrolar do golpe
Em 1 de fevereiro o rei Gyanendra declarou estado de emergência e dissolveu o parlamento do Nepal. Os membros do parlamento foram colocados em prisão domiciliar, "os principais direitos constitucionais foram suspensos, os soldados aplicaram censura completa e as comunicações foram cortadas".
O golpe foi condenado pela Índia, Reino Unido e Estados Unidos. O governo do rei durou mais de um ano, até 24 de abril de 2006, quando o monarca concordou em desistir do poder absoluto e restabelecer a Câmara dos Representantes dissolvida, na sequência do Loktantra Andolan.